# Цесте (Рогашка Слатина)
Цесте (словен. Ceste) је насељено место у општини Рогашка Слатина, Савињска регија, Словенија.

## Историја
До територијалне реорганизације у Словенији биле су у саставу старе општине Шмарје при Јелшах.

## Становништво
У попису становништва из 2011. године, Цесте су имале 119 становника.
| Број становника према пописима | Број становника према пописима | Број становника према пописима |
| ------------------------------ | ------------------------------ | ------------------------------ |
| 1991                           | 2002                           | 2011                           |
| 126                            | 123                            | 119                            |

Напомена: Године 2017. извршена је мања размена територија између насеља Мале Родне и Цесте.